# Carl Döhne
Carl Heinrich Friedrich Döhne (* 2. September 1808 in Sachsenhausen; † 9. August 1867 in Nieder-Wildungen) war ein deutscher Advokat, Bürgermeister und Politiker.

## Leben
Döhne war der Sohn von Johann Conrad Döhne (* 10. November 1772 in Zierenberg; † 19. Oktober 1825 in Sachsenhausen) und dessen Ehefrau Anna Elisabeth geborene Thomas (* 10. September 1773; † 20. Februar 1844 in Sachsenhausen). Er war evangelisch und heiratete am 1. Juni 1838 in Landau Dorothea Christiane Catharina Berta Stracke (* 12. April 1817 in Nieder-Wildungen; † 2. Mai 1843 (im Kindbett) ebenda), die Tochter des Justizamtmanns Carl Moritz Friedrich Stracke (* 2. August 1787 in Nieder-Wildungen; † 6. November 1836 ebenda) und dessen Ehefrau Auguste Hagemann (* 5. April 1796 in Landau; † 24. Februar 1819 in Nieder-Wildungen). Nach dem Tod der ersten Ehefrau heiratete er am 25. April 1847 in Netze in zweiter Ehe Amalie Julie Elise Hagemann (* 26. Februar 1816 in Merxhausen; † 6. Juni 1902 in Nieder-Wildungen), die Tochter des Pächters der Domäne Netze und Amtmanns Carl Hagemann (* 16. Dezember 1786 in Arolsen; † 21. März 1854 in Netze) und der Marie Sophia Christina Schultze (1794–1866). Carl Hagemann war ein Schwager.
Döhne besuchte von 1828 bis 1830 das Landesgymnasium in Korbach, studierte Rechtswissenschaften und war bis 1835 Amtsakzessist. Von (1838) bis 1867 war er Advokat in Nieder-Wildungen. In den Jahren 1842 bis 1846, 1847/48 und von 1853 bis 1857 war er Bürgermeister der Stadt Nieder-Wildungen. Ende 1857 wurde er vom Amt des Bürgermeisters entbunden. Als Bürgermeister war er vom 14. November 1842 bis zum 12. Oktober 1846 und vom 18. Oktober 1847 bis zum 14. Juni 1848 Mitglied des Landstandes des Fürstentums Waldeck.